# Jurema Werneck
Pour les articles homonymes, voir Werneck (homonymie).
Jurema Werneck est une féministe noire brésilienne, médecin, auteure et docteur en communication et en culture de l'Université fédérale de Rio de Janeiro. Depuis 2017 elle dirige Amnesty International au Brésil. Elle est aussi membre du conseil d'administration du Fonds mondial pour les femmes.

## Biographie
Jurema Werneck est née dans la région pauvre de Morro dos Cabritos, à Rio de Janeiro. Après le lycée, elle étudie la médecine à l'université fédérale de Fluminense. Pendant plusieurs années, elle y est la seule étudiante noire[réf. nécessaire].
Après avoir obtenu son diplôme, elle travaille au Secrétariat municipal d'aide sociale de Rio de Janeiro et au Centre d'articulation des populations marginalisées.
En 1992, elle est l'une des fondatrices de l'ONG Criola, qui promeut les droits des femmes noires.
Jurema Werneck est une féministe noire, médecin, auteure et docteur en communication et en culture de l'université fédérale de Rio de Janeiro. Militante du mouvement des femmes noires et des droits humains brésilien, elle a publié le livre Black Women's Health: Our Steps Come Away en 2006.
Elle devient directrice exécutive d'Amnesty International Brésil en février 2017. Amnesty a un bureau au Brésil depuis 2012. Jurema Werneck est membre du conseil d'administration du Fonds mondial pour les femmes, qui oriente des fonds vers les organisations dirigées par des femmes et au Fonds des Nations unies pour la population.